# Ludișor
Ludișor – wieś w Rumunii, w okręgu Braszów, w gminie Voila. W 2011 roku liczyła 177 mieszkańców.